# Matt Grimes
Matthew Jacob Grimes (nascido em 15 de julho de 1995) é um futebolista inglês que atua como meia. Atualmente, joga pelo clube galês Swansea City.